# Алымкасы
Алымкасы (чув. Йăлăмкас) — деревня в Чебоксарском районе Чувашской Республики. Входит в состав Атлашевского сельского поселения.

## География
Находится в северной части Чувашии на расстоянии приблизительно 10 км на восток-северо-восток по прямой от районного центра посёлка Кугеси на левом берегу реки Кукшум.

## История
Известна с 1897 года как околоток деревни Четоково (ныне не существует) с 79 жителями. В 1926 году было 45 дворов, 220 жителей, в 1939—250 жителей, в 1979—152. В 2002 году 56 дворов, 2010 — 27 домохозяйств. В период коллективизации был организован колхоз «Кувшин», в 2010 году действовал СХК «Атлашевский».

## Население
Постоянное население составляло 70 человек (чуваши 100 %) в 2002 году, 36 в 2010.
| 2010 | 2012 |
| ---- | ---- |
| 36   | ↗85  |